# Rhamphomyia piedmontensis
Rhamphomyia piedmontensis är en tvåvingeart som beskrevs av Bartak 2007. Rhamphomyia piedmontensis ingår i släktet Rhamphomyia och familjen dansflugor.
Artens utbredningsområde är Italien. Inga underarter finns listade i Catalogue of Life.